# Premi Oscar 1999
La 71ª edizione della cerimonia di premiazione dei Premi Oscar si è tenuta il 21 marzo 1999 al Dorothy Chandler Pavilion di Los Angeles. La conduttrice della serata è stata l'attrice statunitense Whoopi Goldberg.

## Vincitori e candidati
Vengono di seguito indicati in grassetto i vincitori. Dove ricorrente e disponibile, viene indicato il titolo in lingua italiana e quello in lingua originale tra parentesi.

### Miglior film
- Shakespeare in Love, regia di John Madden
- Salvate il soldato Ryan (Saving Private Ryan), regia di Steven Spielberg
- Elizabeth, regia di Shekhar Kapur
- La sottile linea rossa (The Thin Red Line), regia di Terrence Malick
- La vita è bella, regia di Roberto Benigni

### Miglior regia
- Steven Spielberg - Salvate il soldato Ryan (Saving Private Ryan)
- John Madden - Shakespeare in Love
- Terrence Malick - La sottile linea rossa (The Thin Red Line)
- Roberto Benigni - La vita è bella
- Peter Weir - The Truman Show

### Miglior attore protagonista
- Roberto Benigni - La vita è bella
- Tom Hanks - Salvate il soldato Ryan (Saving Private Ryan)
- Ian McKellen - Demoni e dei (Gods and Monsters)
- Nick Nolte - Affliction
- Edward Norton - American History X

### Migliore attrice protagonista
- Gwyneth Paltrow - Shakespeare in Love
- Cate Blanchett - Elizabeth
- Fernanda Montenegro - Central do Brasil
- Meryl Streep - La voce dell'amore (One True Thing)
- Emily Watson - Hilary e Jackie (Hilary and Jackie)

### Miglior attore non protagonista
- James Coburn - Affliction
- Robert Duvall - A Civil Action
- Ed Harris - The Truman Show
- Geoffrey Rush - Shakespeare in Love
- Billy Bob Thornton - Soldi sporchi (A Simple Plan)

### Migliore attrice non protagonista
- Judi Dench - Shakespeare in Love
- Kathy Bates - I colori della vittoria (Primary Colors)
- Brenda Blethyn - Little Voice - È nata una stella (Little Voice)
- Rachel Griffiths - Hilary e Jackie (Hilary and Jackie)
- Lynn Redgrave - Demoni e dei (Gods and Monsters)

### Miglior sceneggiatura non originale
- Bill Condon - Demoni e dei (Gods and Monsters)
- Scott Frank - Out of Sight
- Elaine May - I colori della vittoria (Primary Colors)
- Scott B. Smith - Soldi sporchi (A Simple Plan)
- Terrence Malick - La sottile linea rossa (The Thin Red Line)

### Miglior sceneggiatura originale
- Marc Norman e Tom Stoppard - Shakespeare in Love
- Warren Beatty e Jeremy Pikser - Bulworth - Il senatore (Bulworth)
- Vincenzo Cerami e Roberto Benigni - La vita è bella
- Robert Rodat - Salvate il soldato Ryan (Saving Private Ryan)
- Andrew Niccol - The Truman Show

### Miglior film straniero
- La vita è bella, regia di Roberto Benigni (Italia)
- Central do Brasil, regia di Walter Salles (Brasile)
- I ragazzi del paradiso (Bacheha-Ye aseman), regia di Majid Majidi (Iran)
- El abuelo, regia di José Luis Garci (Spagna)
- Tango (Tango, no me dejes nunca), regia di Carlos Saura (Spagna/Argentina)

### Miglior fotografia
- Janusz Kaminski - Salvate il soldato Ryan (Saving Private Ryan)
- Conrad L. Hall - A Civil Action
- Remi Adefarasin - Elizabeth
- Richard Greatrex - Shakespeare in Love
- John Toll - La sottile linea rossa (The Thin Red Line)

### Miglior scenografia
- Martin Childs e Jill Quertier - Shakespeare in Love
- John Myhre e Peter Howitt - Elizabeth
- Jeannine Oppewall e Jay Hart - Pleasantville
- Tom Sanders e Lisa Dean Kavanaugh - Salvate il soldato Ryan (Saving Private Ryan)
- Eugenio Zanetti e Cindy Carr - Al di là dei sogni (What Dreams May Come)

### Migliori costumi
- Sandy Powell - Shakespeare in Love
- Colleen Atwood - Beloved
- Alexandra Byrne - Elizabeth
- Judianna Makovsky - Pleasantville
- Sandy Powell - Velvet Goldmine

### Miglior trucco
- Jenny Shircore - Elizabeth
- Lois Burwell, Conor O'Sullivan e Daniel C. Striepeke - Salvate il soldato Ryan (Saving Private Ryan)
- Lisa Westcott e Veronica Brebner - Shakespeare in Love

### Migliori effetti speciali
- Joel Hynek, Nicholas Brooks, Stuart Robertson e Kevin Scott Mack - Al di là dei sogni (What Dreams May Come)
- Richard R. Hoover, Pat McClung e John Frazier - Armageddon - Giudizio finale (Armageddon)
- Rick Baker, Hoyt Yeatman, Allen Hall e Jim Mitchell - Il grande Joe (Mighty Joe Young)

### Miglior montaggio
- Michael Kahn - Salvate il soldato Ryan (Saving Private Ryan)
- Anne V. Coates - Out of Sight
- David Gamble - Shakespeare in Love
- Billy Weber, Leslie Jones e Saar Klein - La sottile linea rossa (The Thin Red Line)
- Simona Paggi - La vita è bella

### Miglior sonoro
- Gary Rydstrom, Gary Summers, Andy Nelson e Ron Judkins - Salvate il soldato Ryan (Saving Private Ryan)
- Kevin O'Connell, Greg P. Russell e Keith A. Wester - Armageddon - Giudizio finale (Armageddon)
- Kevin O'Connell, Greg P. Russell e Pud Cusack - La maschera di Zorro (The Mask of Zorro)
- Robin O'Donoghue, Dominic Lester e Peter Glossop - Shakespeare in Love
- Andy Nelson, Anna Behlmer e Paul Brincat - La sottile linea rossa (The Thin Red Line)

### Miglior montaggio sonoro
- Gary Rydstrom e Richard Hymns - Salvate il soldato Ryan (Saving Private Ryan)
- George Watters - Armageddon - Giudizio finale (Armageddon)
- Dave McMoyler - La maschera di Zorro (The Mask of Zorro)

### Migliore colonna sonora
- Musical o Commedia
  - Stephen Warbeck - Shakespeare in Love
  - Randy Newman - A Bug's Life - Megaminimondo (A Bug's Life)
  - Matthew Wilder, David Zippel e Jerry Goldsmith - Mulan
  - Marc Shaiman - Patch Adams
  - Stephen Schwartz e Hans Zimmer - Il principe d'Egitto (The Prince of Egypt)

- Drammatica
  - Nicola Piovani - La vita è bella
  - David Hirschfelder - Elizabeth
  - Randy Newman - Pleasantville
  - John Williams - Salvate il soldato Ryan (Saving Private Ryan)
  - Hans Zimmer - La sottile linea rossa (The Thin Red Line)

### Miglior canzone
- When You Believe, musica e testo di Stephen Schwartz - Il principe d'Egitto (The Prince of Egypt)
- I Don't Want to Miss a Thing, scritta da Diane Warren e cantata dagli Aerosmith - Armageddon - Giudizio finale (Armageddon)
- That'll Do, musica e testo di Randy Newman - Babe va in città (Babe: Pig in the City)
- A Soft Place to Fall, musica e testo di Allison Moorer e Gwil Owen - L'uomo che sussurava ai cavalli (The Horse Whisperer)
- The Prayer, musica di Carole Bayer Sager e David Foster, testo di Carole Bayer Sager David Foster, Tony Renis e Alberto Testa - La spada magica - Alla ricerca di Camelot (Quest for Camelot)

### Miglior documentario
- Gli ultimi giorni (The Last Days), regia di James Moll
- Dancemaker, regia di Matthew Diamond
- The Farm: Angola, USA, regia di Liz Garbus, Wilbert Rideau e Jonathan Stack
- Lenny Bruce: Swear to Tell the Truth, regia di Robert B. Weide
- Regret to Inform, regia di Barbara Sonneborn

### Miglior cortometraggio
- Valgaften, regia di Anders Thomas Jensen
- La carte postale, regia di Vivian Goffette
- Culture, regia di Will Speck e Josh Gordon
- Holiday Romance, regia di J.J. Keith
- Victor, regia di Joel Bergvall e Simon Sandquist

### Miglior cortometraggio documentario
- The Personals, regia di Keiko Ibi
- A Place in the Land, regia di Charles Guggenheim
- Sunrise Over Tiananmen Square, regia di Shui-Bo Wang e Donald McWilliams

### Miglior cortometraggio d'animazione
- Bunny, regia di Chris Wedge
- The Canterbury Tales, regia di Dave Antrobus, Mic Graves, Claire Jennings, Les Mills, Jonathan Myerson, Ashley Potter, Joanna Quinn, Renat Zinnurov, Aida Zyablikova
- Jolly Roger, regia di Mark Baker
- More, regia di Mark Osborne
- Når livet går sin vej, regia di Karsten Kiilerich e Stefan Fjeldmark

## Premi speciali

### Premio alla carriera
- Elia Kazan in riconoscimento ai suoi indelebili contributi all'arte della regia cinematografica.

### Premio alla memoria Irving G. Thalberg
- Norman Jewison